# Peter Stebler
Peter Hermann Stebler (Zúrich, 7 de mayo de 1927-Küsnacht, 15 de septiembre de 2010) fue un deportista suizo que compitió en remo.
Participó en dos Juegos Olímpicos de Verano en los años 1948 y 1952, obteniendo una medalla de plata en Londres 1948 en la prueba de cuatro con timonel. Ganó cuatro medallas en el Campeonato Europeo de Remo entre los años 1947 y 1954.

## Palmarés internacional
| Juegos Olímpicos   | Juegos Olímpicos         | Juegos Olímpicos  | Juegos Olímpicos   |
| Año                | Lugar                    | Medalla           | Prueba             |
| ------------------ | ------------------------ | ----------------- | ------------------ |
| 1948               | Londres (Reino Unido)    | Medalla de plata  | Cuatro con timonel |
| Campeonato Europeo |                          |                   |                    |
| Año                | Lugar                    | Medalla           | Prueba             |
| 1947               | Lucerna (Suiza)          | Medalla de bronce | Ocho con timonel   |
| 1951               | Mâcon (Francia)          | Medalla de oro    | Doble scull        |
| 1953               | Copenhague (Dinamarca)   | Medalla de oro    | Doble scull        |
| 1954               | Ámsterdam (Países Bajos) | Medalla de plata  | Doble scull        |